# Cteniogaster
Genre
Cteniogaster est un genre d'araignées aranéomorphes de la famille des Liocranidae.

## Distribution
Les espèces de ce genre se rencontrent en Tanzanie et au Kenya.

## Liste des espèces
Selon World Spider Catalog (version 17.5, 01/10/2016) :
- Cteniogaster conviva Bosselaers & Jocqué, 2013
- Cteniogaster hexomma Bosselaers & Jocqué, 2013
- Cteniogaster lampropus Bosselaers & Jocqué, 2013
- Cteniogaster nana Bosselaers & Jocqué, 2013
- Cteniogaster sangarawe Bosselaers & Jocqué, 2013
- Cteniogaster taxorchis Bosselaers & Jocqué, 2013
- Cteniogaster toxarchus Bosselaers & Jocqué, 2013

## Publication originale
- Bosselaers & Jocqué, 2013 : Studies in Liocranidae (Araneae): a new afrotopical genus featuring a synapomorphy for the Cybaeodinae. European Journal of Taxonomy, vol. 40, p. 1-49 (texte intégral).